# Chuska Mountains
Chuska Mountains je pohoří na severovýchodě Arizony a severozápadě Nového Mexika, ve Spojených státech amerických. Leží v krajích Apache County, San Juan County a McKinley County.
Nejvyšší horou je Roof Butte s nadmořskou výškou 2 987 metrů.
Chuska Mountains se nachází na jihovýchodě Koloradské plošiny. Území je součástí indiánské rezervace Navahů Navajo Nation.

## Název
Jméno pohoří pochází z navažského chosgai, což značí bílý smrk nebo bílá jedle.

## Geografie
Chuska Mountains se rozkládá ze severozápadu, z Arizony, na jihovýchod, do Nového Mexika. Pohoří je 88 kilometrů dlouhé a 16 kilometrů široké.